# Aleš Veselý

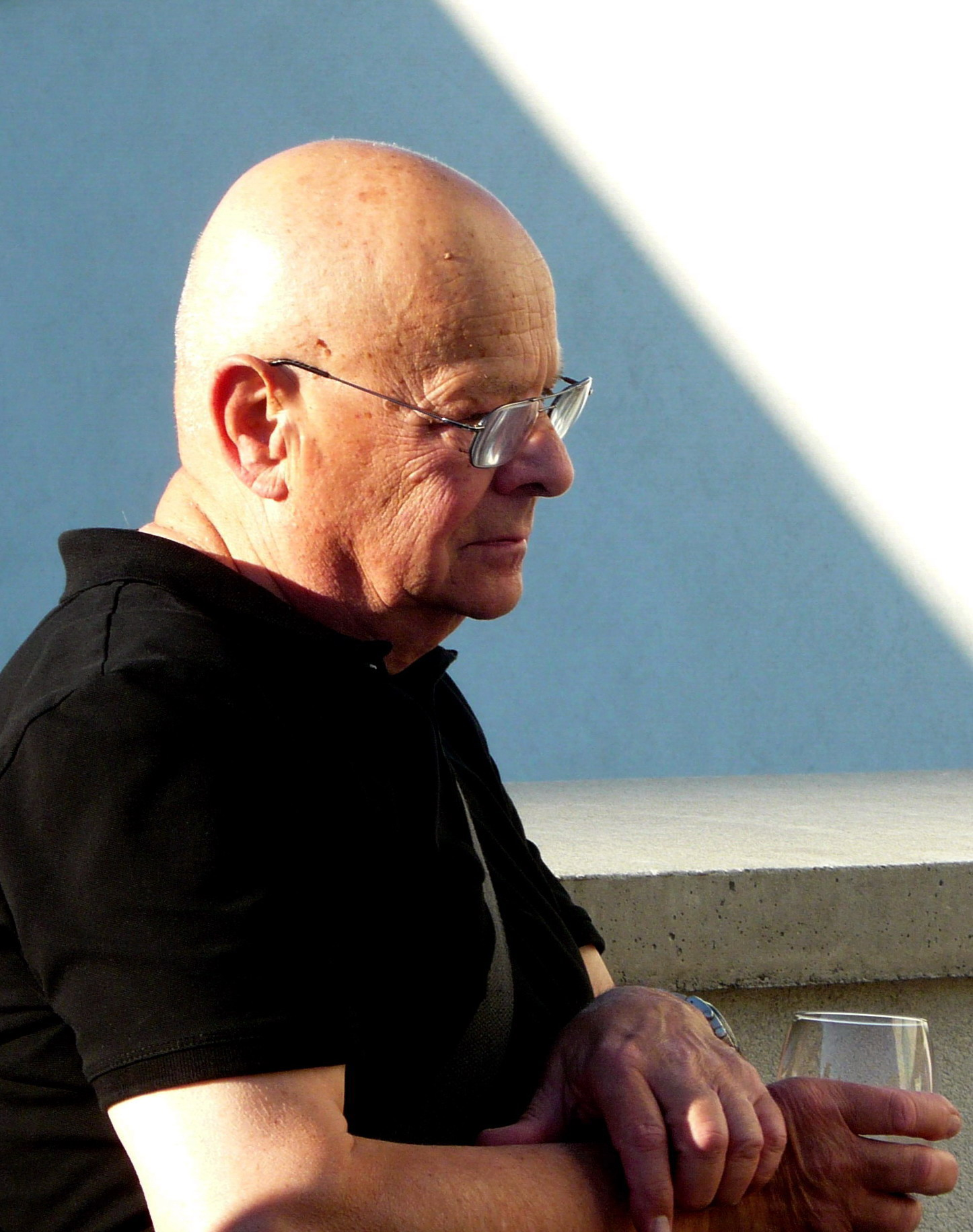
Aleš Veselý (2011)

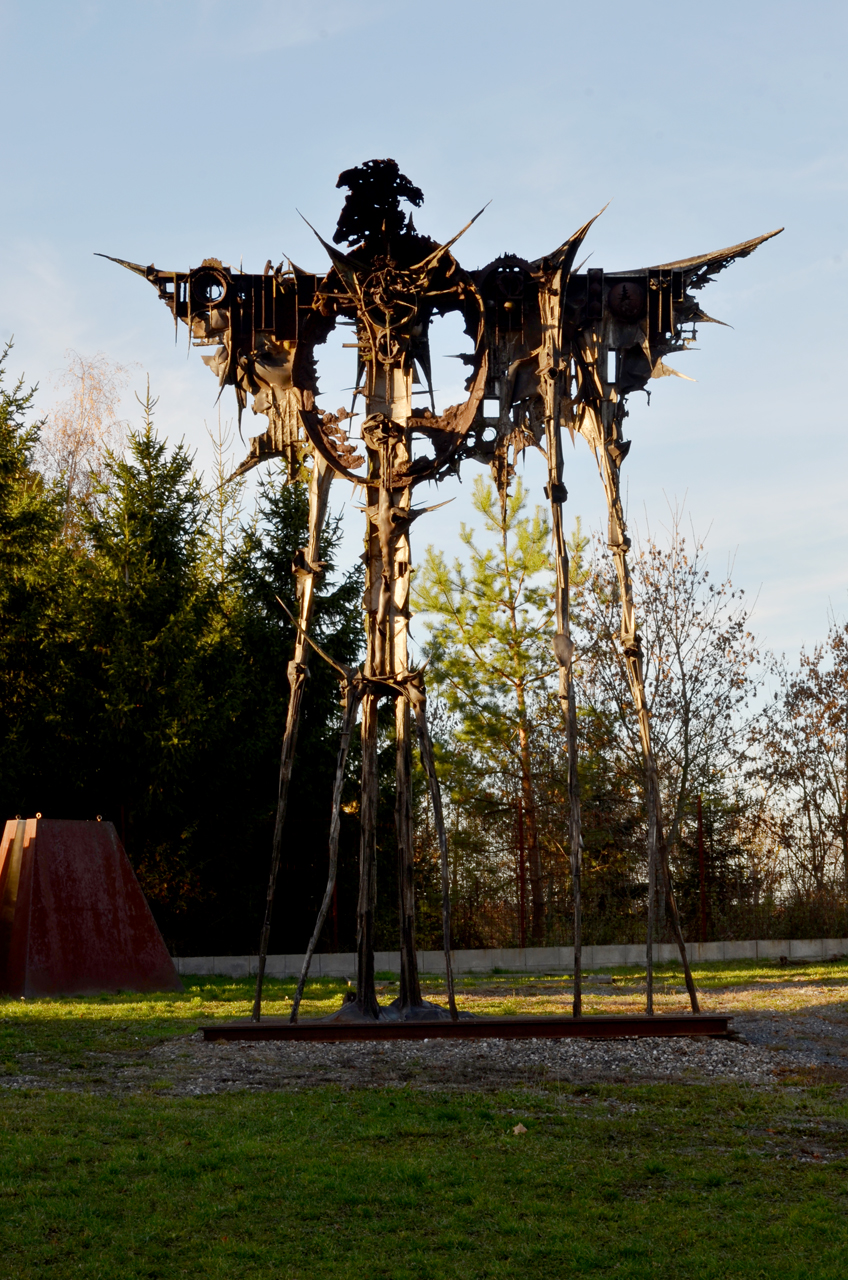
Kaddish

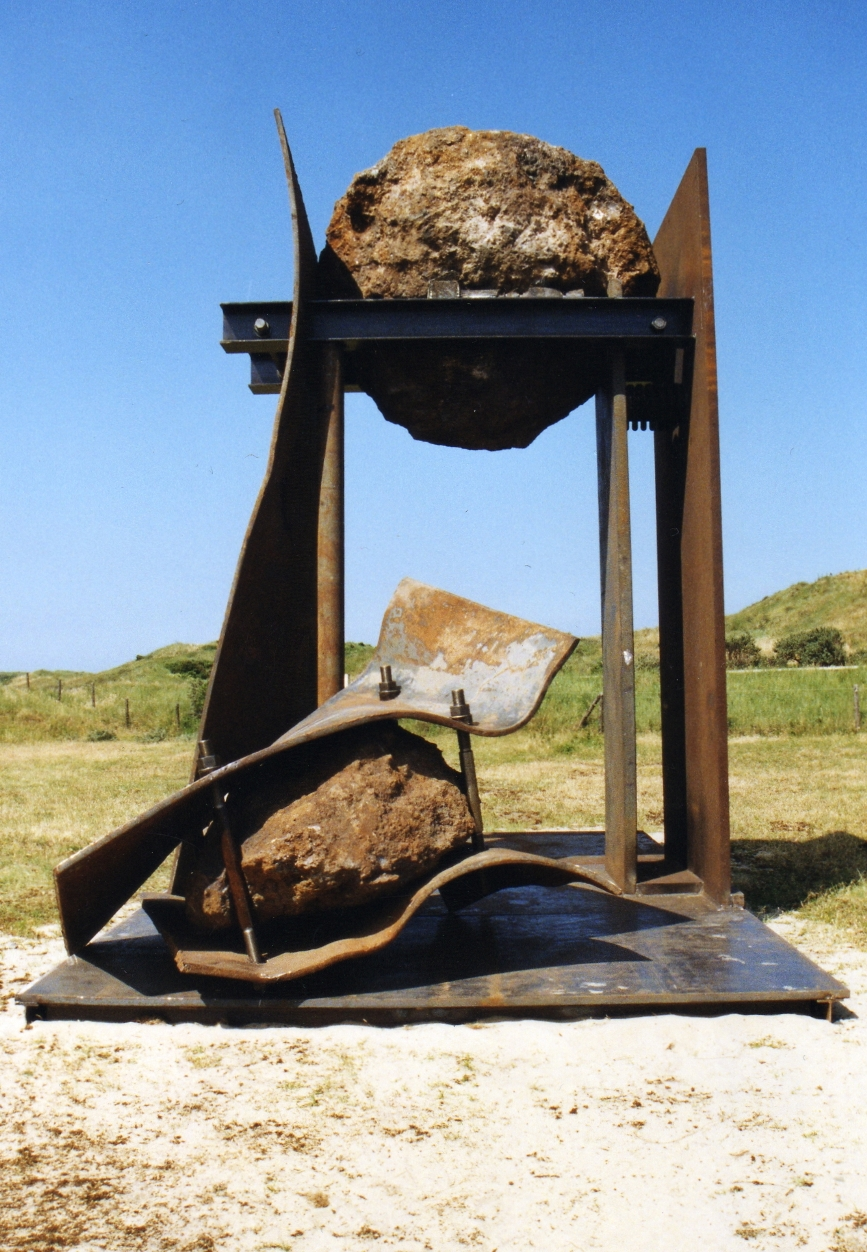
Messengers

Aleš Veselý (* 3. Februar 1935 in Čáslav; † 14. Dezember 2015 in Prag) war ein tschechischer Maler und Bildhauer. 

## Leben und Werk
Veselý studierte Grafik an der Akademie der Bildenden Künste in Prag. Ab Mitte der 1960er Jahre fand er Beachtung mit seinen oftmals aus Stahl und Holz bestehenden Objektskulpturen und seinen Zeichnungen. Für seine oft monumentalen Arbeiten verwandte er Industrieschrott und Altholz und nutzte Alltagsobjekte wie Gerüste, Räder, Käfige und Gestelle, die er zu neuen eigenwilligen Objektskulpturen zusammenstellte. 
Arbeiten des Künstlers sind weltweit im öffentlichen Raum, wie zum Beispiel dem Stadtpark Bochum, zu sehen und in Museumssammlungen, wie der Grafischen Sammlung des Folkwang Museums, Essen, und der Sammlung des Solomon R. Guggenheim Museum in New York enthalten. Er war ab 1990 Professor für Monumentalskulptur an der Prager Akademie der Bildenden Künste. Er lebte und arbeitete in Prag.

## Werke im öffentlichen Raum (Auswahl)
- 1965 Enigma kruhu, Prag Ruzyně
- 1967–68 Kaddish, Středokluky
- 1979 Iron Report, Stadtpark Bochum, Bochum, Ensemble aus drei Eisenskulpturen, I. 7,50 × 9,00 × 2,20 m, II. 3,30 × 3,60 × 1,80 m, III. 2,80 × 2,20 × 1,10 m
- 1980 That One, vor der Eduard-Spranger-Schule, Hamm, Rostfreier Stahl, geschweißt, Höhe 12 m
- 1995 Magen David, Theresienstadt
- 1998–2001 Chamber of Light, Europos Parkas, Vilnius (Lettland), Eisen, Stahl, Steine, 7,80 × 4,30 × 4,30 m
- 1999 Messenger, Sculpture Park, Wijk aan Zee
- 2008 Holocaust Memorial, vor der Synagoge in Kutná Hora
- 2010 Distance a Dotyky, Masaryk-Universität in Brünn
- 2015 Brána nenávratna, Prag Bubny

## Ausstellungen (Auswahl)
- 2006 Egon Schiele Art Centrum, Český Krumlov
- 2000 Panorama Museum Bad Frankenhausen